# 杜英武
杜英武（越南语：／，1114年—1159年），字冠世（越南語：Quán Thế），越南李朝中期的軍事及政治人物，出身於顯貴家族，名臣李常傑便是其家族先人，他本人是李神宗生母杜太后之弟，其從姪女亦為李英宗夫人。英武自少入朝為官，歷事李仁宗、李神宗、李英宗等數代君主，曾統兵擊退侵擾邊疆的外族，鎮壓「申利之亂」，得到英宗生母黎太后支持，任職輔國太尉（地位等同宰相），獲賜國姓李氏，並且為內侍省人員，匡扶少主英宗，輔政約二十年之久，其間改善軍隊素質，維持儒士參政的方式，對反對份子加以殺戮。歷史上對杜英武的評價並不一致，當時的碑銘文獻稱頌他有「輔世安民」的政績，然而在後世，卻被史家描述為「強梁凌轢」的一代權臣。

## 生平事跡

### 家世及出身
杜英武出身自越南李朝的權貴家族，他的先世當中曾有李太宗時太尉郭盛溢（又作郭盛謚、郭聲溢。當時銘文文獻裡就對杜英武有「郭公英武字冠世」的稱呼）、李仁宗時太尉李常傑。杜英武的父親杜氏便是李常傑的外甥，家居西譽鄉，年少時到國都昇龍，娶妻生下杜英武。英武出生後，時任太尉的黎伯玉（又姓張）見他骨相奇特，便將他收為義子。關於杜英武的家世淵源，臺灣學者耿慧玲指出他與前任太尉郭盛溢、李常傑有著承傳關係，從當時人把他稱為「郭公英武」和「太尉李公」，反映了他的身份可以是「郭英武」，也可以是「李英武」，既承郭家，亦承李家，因此，杜英武的崛起便是完全接收了這些家族勢力而來。
杜英武年少時便憑著才貌而獲君主賞識。八歲時的他長得「肌膚瑩凈，狀貌瓌奇」，而且「善飛鳶之伎，能秦青之音（指他善於歌唱）」，李仁宗皇帝選他入宮為「上林弟子」。杜英武長大後還通曉多方面技能，碑銘文獻記述「至如書數射御、藥石、經脈，無所不通。陰陽、兵法、橒蒲、博奕，無所不究」。日後的李神宗皇帝亦對英武委以重任。天符慶壽丁未歲農曆十二月（1128年西曆1月至2月間），神宗繼位，任命杜英武管理宮中事務，「腋庭閫內之政，百工制作之事，帝悉委之」。杜英武乃逐步成為朝中要人。

### 出戰建功
杜英武在李神宗（1128─1138年在位）和李英宗（1138─1175年在位）的統治期間，曾數次統兵，平息國內動亂和邊疆戰事。
據銘文記錄，1135年（天彰寶嗣三年）接連發生了文單（今萬象）人入侵李朝南部邊境，以及山獠人不願歸順李朝政府的事件。杜英武在兩次事件當中都奉命出戰。對文單人的戰事，杜英武與太傅李公平率兵三十萬，在音野（位於今廣平省）擊潰文單人，斬將擒俘，進軍至霧溫（在今越南中部南方）而回。對山獠人之戰，朝廷派杜英武與眾將出擊，結果只有杜英武建功而還。朝廷便更為倚重英武，讓他負責邊境事務，「凡閫外之事則推轂而遣之」。
李英宗初年，爆發了申利（在各種文獻裡，其姓名又作翁申利、尚衰、趙智之；稱號有「平皇」、「平王」及「平原大將」）自稱李仁宗之子，企圖起兵奪取李朝政權的事件。1139年（紹明二年），申利自稱「趙智之」，在中國西南的大理國尋求支援，並由大理國送入越境爭奪政權，又向宋朝爭取支持，但不被宋人接納。其後，據越南史籍及碑銘資料，申利在經由雞洞（在高平省）、太原州，入據上原州（又作上源州）、下農州地區，招納亡命之士及土著，擴展至千餘人，成為李朝北部地區大患。李氏朝廷派諫議大夫劉禹儞（或作劉禹偁、劉高儞）等率兵征討，但失利而回，而申利則節節進迫，四月攻破富良府（在今宣光、河江、安沛等地），謀攻國都昇龍（今河內）。杜英武（時任輔國太尉）向朝廷自陳不甘看到「蠻夷猾夏」的亂局，請求統兵出戰。杜英武率軍到廣驛（或作曠驛、南曠津），與申利爆發戰事，英武分兵為十道，擊破申利軍，擒殺多名敵將，申利逃脫，英武追剿至陸令州（或作隆令州），俘獲申利手下二千餘人。最終，申利在諒州（今諒山）被太傅蘇憲誠所擒，送交杜英武回昇龍處置，事件結束。朝廷認為杜英武對鎮壓申利甚有功勞，有所封賞，少主英宗還對他「撫尊親而彰之」。
據《大越史記全書》的記載，到英宗在位中期杜英武仍曾領兵出戰。1154年（大定十五年）正月，撞龍山獠反抗李朝（《越史略》記載「撞龍山獠叛」發生在1152年，即大定十三年的正月），朝廷在二月派杜英武前往鎮壓，降服該地民眾而回。

### 掌握國政
1138年（天彰寶嗣六年，十月改元紹明），神宗去世，太子李天祚即位為英宗，時年只有三歲。因皇帝年幼，未能親政，朝廷乃命杜英武匡扶少主。杜英武之所以成為重要輔臣，據《大越史記全書》所稱，是因為他是李神宗生母杜太后之弟，又得英宗生母黎太后的器重，故此委任他為「宮殿令」，掌管內外事務。加上杜英武藉著其妻子蘇氏出入後宮，侍奉杜太后，乘機與黎太后勾結，因此權勢更盛。此外，銘文資料記載他的族兄之女瑞珠（高宗生母）被李英宗迎為夫人，並誕下數名皇子，使杜英武更為貴重，「位冠百僚，舉國鮮能及之」，學者耿慧玲就認為杜英武的勢力來源應反映在其族兄女為君主夫人這件事上。杜英武在英宗即位之時，便馬上加官進爵，拜為檢校太傅，繼而晉用為輔國太尉，賜國姓李氏，具有「軍事無不提統」的權力。
杜英武掌權時，有鑑於當時國內經歷了多場戰事，有必要提升軍隊素質。英武曾說「兵不習練，無以定亂；民不教戰，何以威四夷」，希望透過訓練軍民恢復國力，應付動亂。在他主持下，李朝政府在1144年（大定五年）開闢練兵場所，教授兵法，三令五申，整頓軍隊實力。在文治方面，杜英武因有「掌師尹之責」，乃重視儒士，參考儒生們的諫諍意見，並致力於科舉制度。此外，杜英武又在1147年 （大定八年）到遭受過「申利之亂」的富良府，進行考核官員和編整戶籍的工作。
杜英武輔政約二十年，地位甚高，據1157年（大定十八年）刻成的《古越村延福寺碑銘》所載，當時他的職稱全銜是「推誠協謀、保節守正、佐理翊戴功臣、守尚書令、開府儀同三司、入內內侍省都都知、檢校太尉兼御史大夫、遙授諸鎮節度使、同中書門下平章事、上柱國、天子賜姓、輔國上將軍、元帥大都統、食邑一萬戶、食實封四千戶、越國公」。學者耿慧玲指出，杜英武的職稱與李仁宗時的名臣李常傑相似，顯示兩者間有著勢力傳承關係。

### 打擊反對者
杜英武在李氏朝廷中掌權多年，位高權重，但亦有一批反對者，杜英武對他們加以嚴厲打擊。
據史籍記載，杜英武因妻子常出入皇宮看望杜太后，藉此與英宗生母黎太后勾結，英武恃著此一關係而態度不佳，在朝廷上攘臂厲聲，對下屬官員則是頤氣指使，引起不滿，形成反對勢力。反對杜英武的殿前都指揮使武帶、廣武都火頭梁上箇、玉階都火頭同利、內侍杜乙、智明王、保寧侯、駙馬郎楊嗣明等合謀控訴英武，由武帶在城門大呼英武的罪狀是「出入禁庭，恣行凶穢，惡聲聞外，罪莫大焉」，英宗皇帝下令禁軍收捕英武，囚禁獄中。黎太后擔心英武會在獄中遇害，乃設法營救，命人藉著傳送酒食給英武，暗中賄賂武帶等人。英宗皇帝親自審理案件後，決定將英武徙置於外（關於徒置情況，《越史略》記載「徙英武為昇田宏」，《大越史記全書》記載「配英武杲田兒」）。黎太后仍希望讓英武復職，便多番大赦，英武最終得以再任太尉，繼續輔政。此後的杜英武更受寵信，甚至有「擅禍福，專生殺」的權勢，便策劃報復控訴者武帶等人，向英宗密奏「武帶等自率禁軍，突入闕庭，其罪莫大，不早懲之，恐異日變生」，英宗便派英武捉拿武帶等人，嚴加懲辦。武帶等二十人被梟首，同利等八人被斬於市，杜乙等五人被處以木馬之刑，智明王、保寧侯、保勝侯等被降爵位，楊嗣明等三十人遭到流放，牽連入案而受到懲處的共達六十多人。該事件的發生時間，《越史略》記載在大定九年，即1148年，《大越史記全書》則記載在大定十一年，即1150年。事後，李朝政府頒下多道禁令，以嚴厲管制朝廷上下的活動及言行，包括不許閹人擅入宮中、朝廷官員不許出入王侯之家、在皇宮內不許數人結集交談非議等等。
1158年（大定十九年），杜英武查辦官員阮國以（又作阮國）。事緣阮國以出使宋朝時，看到其朝中設有銅匭，可讓人們投寄奏疏，有助下情上達，便向英宗皇帝請求倣效，英宗依計實行。不久，銅匭收到匿名文件，稱杜英武要興兵作亂，而投寄人是誰則無法查出。英武認定匿名文件是倡設銅匭的阮國以所為，收捕查辦。阮國以被迫認罪，判處流放（《越史略》流放到歸化寨，《大越史記全書》稱流放到清化之寨頭）。其後李英宗想召回阮國以，英武先派人送飲料給國以，說「可以辟瘴氣」，但國以飲後便身亡。《越史略》及《大越史記全書》等史籍稱杜英武贈給阮國以的是酖酒。

### 去世及朝廷的追崇
1158年（大定十九年）農曆八月，杜英武患上重病，朝廷對其病情甚為關注，「日召國良醫而進葯石」，但經過診斷後已「明其難療」，無法好轉。到翌年（1159年，大定二十年）正月二十日（西曆2月9日），英武去世，壽四十六歲。英宗及黎太后深表惋惜，「七日哀痛，嘆國棟壞」，為杜英武舉行盛大喪禮，命太傅蘇憲誠協助辦理喪事，葬於母家先祖之地安樂鄉崇仁里。杜英武去世的同年便有《鉅越國太尉李公石碑銘序》的刻寫，以記念其人其事。朝廷為表尊崇，追贈他「推忠協謀、保節守正、佐理翊戴功臣、守尚書令、開府儀同三司、入內內侍省都都知、檢校太尉兼御史大夫、遙授諸鎮節度使、同中書明政平章事、上柱國、天子賜姓、特進、輔國上將軍、元帥大都統」的稱銜。

## 家族人物
杜英武的家族中的主要親屬及顯要人物如下：
- 郭盛溢（又作郭聲溢、郭盛謚）：為杜英武父親杜氏之外祖，李太宗時任太尉。
- 李常傑：為杜英武父親杜氏之舅，李仁宗時任太尉。
- 父：杜氏，原居於西譽鄉，少時到國都昇龍，娶妻杜氏，生杜英武。
- 外曾祖：杜法尸，居於安樂鄉崇仁里，創立古越村（在今興安省）。
- 母：杜氏。
- 義父：黎伯玉，李神宗時任太尉。
- 妻：蘇氏。
- 姊：杜太后，李神宗生母。
- 姊妹：瓊英，與英武同父母，嫁與金部員外郎范氏為妻。
- 甥：范國賢，瓊英之子，因瓊英早逝被英武收養，英武加以栽培，使他能夠成為「傑出異人」。

- 族兄之女：瑞珠，為李英宗夫人、李高宗生母。

## 對杜英武的褒貶及評論
杜英武在歷代毁譽不一，受到各種不同的評論。
對杜英武功業大為稱頌的，如《鉅越國太尉李公石碑銘序》裡有贊文說他「威儀棣棣，文質彬彬。有智且勇，輔世安民。興詩立禮，路義宅仁。冢宰曲裔，至主師神。入決萬務，出布五申。文單潰歸，鄙無異俗。尚衰就戮，塞不惊塵。功居笫（第）一，位誰等倫」。到後黎朝時，興安地區還建有廟宇，供奉杜英武為城隍，表揚他輔佐皇帝，建設國家，抵禦敵人，平定動亂之功。
負面評價的，如陳朝史官黎文休抨擊杜英武勾結黎太后之舉是「罪莫大焉」，後黎朝史官吳士連形容他「強梁凌轢」、「英武大惡」。近現代史家陳重金（即陳仲金）更認為他有「篡弒異圖」，只因當時有蘇憲誠等忠臣義士在朝中為官，才限制了杜英武的勢力。
臺灣學者耿慧玲評論杜英武的崛起與掌權，反映了李朝「中官政治」的時代特色：「越南在李朝的時候，其權力分化尚未如中國將內外官制作明確的劃分，因此近臣、內臣的影響顯然很大，李常傑、劉慶譚、都是淨身中官，並影響政治的例子；而與李常傑、劉慶譚家族有關的黎伯玉、杜英武對於政治權力的掌控，也處處影響越南李朝歷史的發展」；「可以看到幾個重要的政治人物—黎伯玉、劉慶譚、李常傑、杜英武，如何盤根錯節的織成一面家族的網，緊密的影響到李朝政治上的操作，由此可略窺李朝姓族與中官政治間的相互關係。」

### 引用來源
1. 1 2 3  《鉅越國太尉李公石碑銘序》（1159年刻成），收錄於潘文閣、蘇爾夢主編《越南漢喃銘文匯編·第一集北屬時期至李朝》，遠東學院、漢喃研究院，189頁。
2. 1 2 3 4  2004漢學研究國際學術研討會論文集：耿慧玲《越南李朝的中官研究》
3. 1 2  《古越村延福寺碑銘》（1157年刻成），收錄於潘文閣、蘇爾夢主編《越南漢喃銘文匯編·第一集北屬時期至李朝》，遠東學院、漢喃研究院，177頁。
4. ↑  吳士連等《大越史記全書·本紀全書·李紀·仁宗皇帝》，東京大學東洋文化研究所，267頁。有關農曆及西曆轉換，茲參考台灣中央研究院計算中心－兩千年中西曆轉換 （页面存档备份，存于）。
5. ↑  《鉅越國太尉李公石碑銘序》（1159年刻成），收錄於潘文閣、蘇爾夢主編《越南漢喃銘文匯編·第一集北屬時期至李朝》，遠東學院、漢喃研究院，189─190頁。
6. ↑  Hội Bảo tồn Di sản chữ Nôm－潘清簡等《欽定越史通鑑綱目》正編卷之四，大定二年春二月條，第三十六至三十七葉。
7. ↑  徐松輯《宋會要輯稿·蕃夷道釋·蕃夷四》，紹興九年六月二十七日條，郭聲波點校，四川大學出版社，186頁。
8. ↑  《鉅越國太尉李公石碑銘序》（1159年刻成），收錄於潘文閣、蘇爾夢主編《越南漢喃銘文匯編·第一集北屬時期至李朝》，遠東學院、漢喃研究院，190頁；《越史略》卷下，收錄於《欽定四庫全書·史部》第466冊，上海古籍出版社，597頁；吳士連等《大越史記全書·本紀全書·李紀·英宗皇帝》，東京大學東洋文化研究所，285─286頁。
9. ↑  《越史略》卷下，收錄於《欽定四庫全書·史部》第466冊，上海古籍出版社，598頁。
10. ↑  吳士連等《大越史記全書·本紀全書·李紀·英宗皇帝》，東京大學東洋文化研究所，294頁。
11. ↑  吳士連等《大越史記全書·本紀全書·李紀·神宗皇帝》，東京大學東洋文化研究所，281─282頁。
12. ↑  吳士連等《大越史記全書·本紀全書·李紀·英宗皇帝》，東京大學東洋文化研究所，285頁。
13. ↑  吳士連等《大越史記全書·本紀全書·李紀·英宗皇帝》，東京大學東洋文化研究所，291頁。
14. ↑  《鉅越國太尉李公石碑銘序》（1159年刻成），收錄於潘文閣、蘇爾夢主編《越南漢喃銘文匯編·第一集北屬時期至李朝》，遠東學院、漢喃研究院，191頁。
15. ↑  《鉅越國太尉李公石碑銘序》（1159年刻成），收錄於潘文閣、蘇爾夢主編《越南漢喃銘文匯編·第一集北屬時期至李朝》，遠東學院、漢喃研究院，190頁。
16. ↑  《鉅越國太尉李公石碑銘序》（1159年刻成），收錄於潘文閣、蘇爾夢主編《越南漢喃銘文匯編·第一集北屬時期至李朝》，遠東學院、漢喃研究院，190─191頁。
17. ↑  吳士連等《大越史記全書·本紀全書·李紀·英宗皇帝》，東京大學東洋文化研究所，289頁。
18. ↑  《越史略》卷下，收錄於《欽定四庫全書·史部》第466冊，上海古籍出版社，597─598頁；吳士連等《大越史記全書·本紀全書·李紀·英宗皇帝》，東京大學東洋文化研究所，291─292頁。
19. ↑  《越史略》卷下，收錄於《欽定四庫全書·史部》第466冊，上海古籍出版社，599頁；吳士連等《大越史記全書·本紀全書·李紀·英宗皇帝》，東京大學東洋文化研究所，296頁。
20. ↑  《鉅越國太尉李公石碑銘序》（1159年刻成），收錄於潘文閣、蘇爾夢主編《越南漢喃銘文匯編·第一集北屬時期至李朝》，遠東學院、漢喃研究院，191頁；農曆及西曆轉換，茲參考台灣中央研究院計算中心－兩千年中西曆轉換 （页面存档备份，存于）。
21. ↑  《鉅越國太尉李公石碑銘序》（1159年刻成），收錄於潘文閣、蘇爾夢主編《越南漢喃銘文匯編·第一集北屬時期至李朝》，遠東學院、漢喃研究院，187─189頁。
22. ↑  關於杜英武家族人物，參考耿慧玲《越南李朝的中官研究》裡的「郭李杜氏家族關係表」、《古越村延福寺碑銘》（1157年刻成）、《鉅越國太尉李公石碑銘序》（1159年刻成）（此兩種銘文文獻收錄於潘文閣、蘇爾夢主編《越南漢喃銘文匯編·第一集北屬時期至李朝》，遠東學院、漢喃研究院出版），以及吳士連等《大越史記全書·本紀全書·李紀》（東京大學東洋文化研究所出版）。
23. ↑  《鉅越國太尉李公石碑銘序》（1159年刻成），收錄於潘文閣、蘇爾夢主編《越南漢喃銘文匯編·第一集北屬時期至李朝》，遠東學院、漢喃研究院，191─192頁。
24. ↑  .   [2013-05-15]. （原始内容存档于2013-06-07）.
25. ↑  吳士連等《大越史記全書·本紀全書·李紀·英宗皇帝》，東京大學東洋文化研究所，292頁。
26. ↑  吳士連等《大越史記全書·本紀全書·李紀·英宗皇帝》，東京大學東洋文化研究所，287及292頁。
27. ↑  陳重金（即陳仲金）《越南通史》（即《越南史略》），北京商務印書館，77頁。